# Temps (Stephen Baxter)
Pour les articles homonymes, voir Temps (homonymie).
Temps est un roman de science-fiction dure, eschatologique, de l’auteur britannique Stephen Baxter. Il est paru en 1999 sous le titre original Time. Ce roman est le premier volume de la trilogie Les Univers multiples, qui en comporte deux autres : Espace, publié en 2000 et Origine, publié en 2001.

## Contexte
L'action se passe en 2010, aux États-Unis, dans le milieu scientifique et industriel où une compagnie aéronautique privée tente de lancer un programme spatial malgré le verrouillage de la NASA. Le roman s'appuie sur différents concepts mathématiques et scientifiques :
- le Doomsday Argument (Argument de l'Apocalypse), qui prédit statistiquement la fin de l'humanité dans un horizon de 200 ans (environ), argument invalidé trois ans après la publication du roman[1] ;
- le paradoxe de Fermi sur l'absence de contact avec les extra-terrestres ;
- le principe de radio de Feynman, extension du diagramme de Feynman, sur la symétrie du temps dans les équations de physique quantique, conduisant au possible déplacement de photons ou de neutrinos  vers les temps négatifs[2],[3] ;
- Cruithne, astéroïde géocroiseur, d'environ 5 kilomètres de diamètre[4].
- L'auteur parle de l'intelligence des céphalopodes, il s’appuie sur des publications comme le New Scientist[5] ou encore un livre, Cephalopod Behaviour[6].
- L'auteur parle de la richesse dans les astéroïdes. Il cite un livre, Mining The Sky: Untold Riches From The Asteroids, Comets, And Planets[7].
- Il y a aussi la "pépite de qwarks", il cite une publication[8].
- L'auteur nous cite aussi la physique des possibles du lointain futur[9].
- Il y a aussi que l'univers soit dans une famille évolutive[10].
- Enfin l'auteur parle de l'effondrement du vide[11].

## Personnages
- Reid Malefant, milliardaire, dirigeant de la Société Le Pied à l’Étrier. Son projet est de lancer un programme spatial visant à l'extraction de divers minerais sur les astéroïdes géocroiseurs.
- Emma Stoney, ex-épouse de Malenfant, est directrice financière de la Société Le Pied à l’Étrier.
- Cornélius Taine, mathématicien, eschatologiste.
- Maura Della, député suivant les affaires spatiales pour le compte du gouvernement des États-Unis.
- Shenaa 5, calmar des récifs à l'intelligence augmentée.